# تایلا (آلبوم)
تایلا (انگلیسی: Tyla) نخستین آلبوم استودیویی تایلا، خواننده اهل آفریقای جنوبی است. این آلبوم در ۲۲ مارس ۲۰۲۴ توسط فکس و اپیک رکوردز منتشر شد. تک‌آهنگ آغازین «آب» از موفقیت بین‌المللی بهره‌مند شد و بکی جی، اسکیلیبنگ، گانا و تراویس اسکات در این آلبوم به عنوان مهمان حضور داشتند. جلسات ضبط این آلبوم در طول دو سال و نیم در هفت کشور انجام شد.

## جدول‌های موسیقی
| جدول (۲۰۲۴)                                         | بالاترین جایگاه |
| --------------------------------------------------- | --------------- |
| آلبوم‌های استرالیایی (ای‌آرآی‌ای)                      | ۶۲              |
| آلبوم‌های هیپ‌هاپ/آراندبی استرالیایی (ای‌آرآی‌ای)       | ۱۶              |
| آلبوم‌های اتریشی (آلبوم‌های او۳)                      | ۴۸              |
| آلبوم‌های بلژیکی (اولتراتاپ فلاندرز)                 | ۴۹              |
| آلبوم‌های بلژیکی (اولتراتاپ والونیا)                 | ۴۴              |
| آلبوم‌های کانادایی (بیلبورد)                         | ۲۶              |
| آلبوم‌های فرانسوی (اس‌ان‌ئی‌پی)                         | ۳۱              |
| آلبوم‌های هلندی (جدول‌های هلند)                       | ۱۱              |
| آلبوم‌های آلمانی (۱۰۰ آلبوم برتر رسمی)               | ۸۶              |
| آلبوم‌های ایرلندی (انجمن صنعت ضبط ایرلند)            | ۵۹              |
| آلبوم‌های دیجیتال ژاپنی (اوریکون)                    | ۳۶              |
| آلبوم‌های داغ ژاپنی (بیلبورد ژاپن)                   | ۶۵              |
| آلبوم‌های لیتوانیایی (آگاتا)                         | ۳۶              |
| آلبوم‌های نیوزیلندی (آرام‌ان‌زد)                       | ۱۶              |
| آلبوم‌های نیجریه (ترن تیبل)                          | ۲۵              |
| آلبوم‌های نروژی (وی‌جی-لیستا)                         | ۱۹              |
| آلبوم‌های پرتغالی (ای‌اف‌پی)                           | ۲۳              |
| آلبوم‌های اسکاتلندی (شرکت جدول‌های رسمی)              | ۷۲              |
| آلبوم‌های اسپانیایی (تهیه‌کنندگان موسیقی اسپانیا)     | ۷۳              |
| آلبوم‌های سوئدی (برترین‌های سوئد)                     | ۵۷              |
| آلبوم‌های سوئیسی (جدول موسیقی سوئیس)                 | ۱۲              |
| آلبوم‌های بریتانیا (شرکت جدول‌های رسمی)               | ۱۹              |
| آلبوم‌های آراندبی بریتانیا (شرکت جدول‌های رسمی)       | ۱               |
| بیلبورد ۲۰۰ ایالات متحده                            | ۲۴              |
| 2                                                   |                 |
| آلبوم‌های آراندبی/هیپ‌هاپ برتر ایالات متحده (بیلبورد) | ۸               |
| آلبوم‌های موسیقی ملل ایالات متحده (بیلبورد)          | ۱               |

## گواهی‌نامه‌ها
| منطقه                                   | گواهی | واحد گواهی‌شده/فروش |
| --------------------------------------- | ----- | ------------------ |
| برزیل (پرو موزیکا برزیل)                | Gold  | ۲۰٬۰۰۰             |
| کانادا (میوزیک کانادا)                  | Gold  | ۴۰٬۰۰۰             |
| رقم فروش+پخش جاری تنها بر پایهٔ گواهی‌ها. |       |                    |

## تاریخچه انتشار
| منطقه         | تاریخ         | فرمت(ها)                                               | ناشر(ان)                  | منابع  |
| ------------- | ------------- | ------------------------------------------------------ | ------------------------- | ------ |
| مختلف         | ۱ دسامبر ۲۰۲۳ | دانلود دیجیتال استریم                                  | فکس اپیک                  | [ ۲۹ ] |
| مختلف         | ۲۲ مارس ۲۰۲۴  | سی‌دی دانلود دیجیتال استریم وینیل                       | فکس اپیک                  | [ ۳۰ ] |
| بریتانیا      | ۲۲ مارس ۲۰۲۴  | سی‌دی دانلود دیجیتال استریم وینیل                       | Since '93 آرسی‌ای          | [ ۳۱ ] |
| آفریقای جنوبی | ۲۲ مارس ۲۰۲۴  | سی‌دی دانلود دیجیتال استریم وینیل                       | سونی میوزیک آفریقای جنوبی | [ ۳۲ ] |
| ایالات متحده  | ۲۲ مارس ۲۰۲۴  | سی‌دی ( Target exclusive) وینیل ال‌پی (Target exclusive) | اپیک                      | [ ۳۳ ] |
| ژاپن          | ۷ اوت ۲۰۲۴    | سی‌دی                                                   | سونی میوزیک ژاپن          | [ ۳۴ ] |